# 守谷市文化会館
守谷市文化会館（もりやしぶんかかいかん、Moriya Civic Cultural Hall）は茨城県守谷市久保ケ丘一丁目にある文化会館。市内では文化会館と呼ばれる。

## 概要
1985年（昭和60年）に開館。講座・教室が開かれたり、テニスコート使用許可に関する業務や、図書の貸出に関する業務が行われている。また、有料で文化会館内施設を時間利用することができる。
- 開館時間
  - 日～土曜（第3月曜と年末年始以外） ※9:00～17:00
  - 第3月曜、年末年始 休館日

※夜間使用がある場合、21:00まで。

## 交通機関
鉄道
- 関東鉄道常総線新守谷駅より徒歩6分

路線バス
- ｢文化会館前｣下車徒歩30秒（北守谷シャトル）
- ｢久保ケ丘一丁目｣下車徒歩1分（新守谷駅～守谷駅）